# Pygaera timon
Pygaera là một loài bướm đêm chi Notodontidae. It consist of only one species Pygaera timon, được tìm thấy ở miền bắc và Trung Âu, qua Đông Á up to Ussuri và Nhật Bản.
Sải cánh dài 17–19 mm. Con trưởng thành bay từ tháng 5 đến tháng 7 tùy theo địa điểm.
Ấu trùng ăn Populus tremula, Populus alba và Populus nigra.

## Hình ảnh

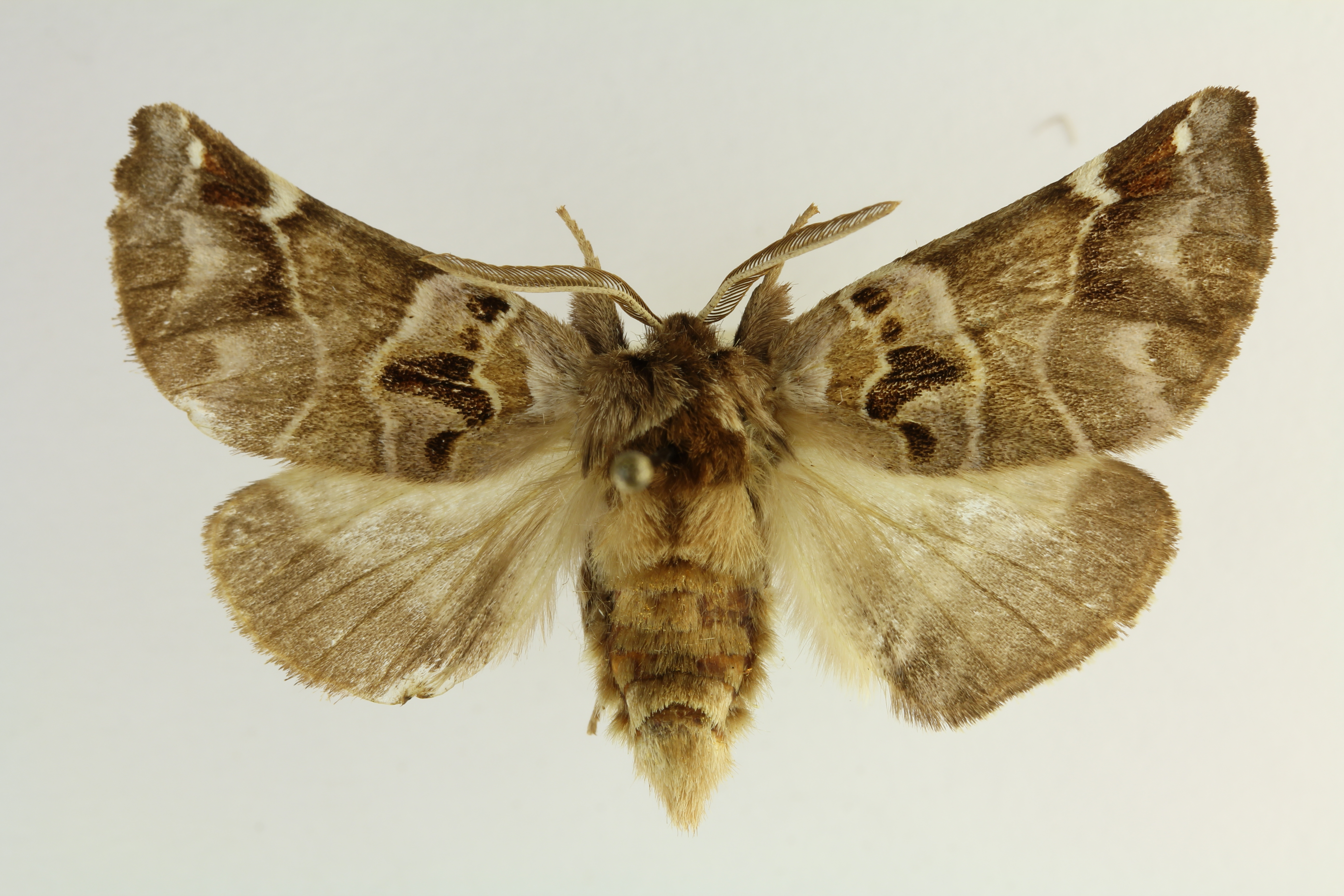
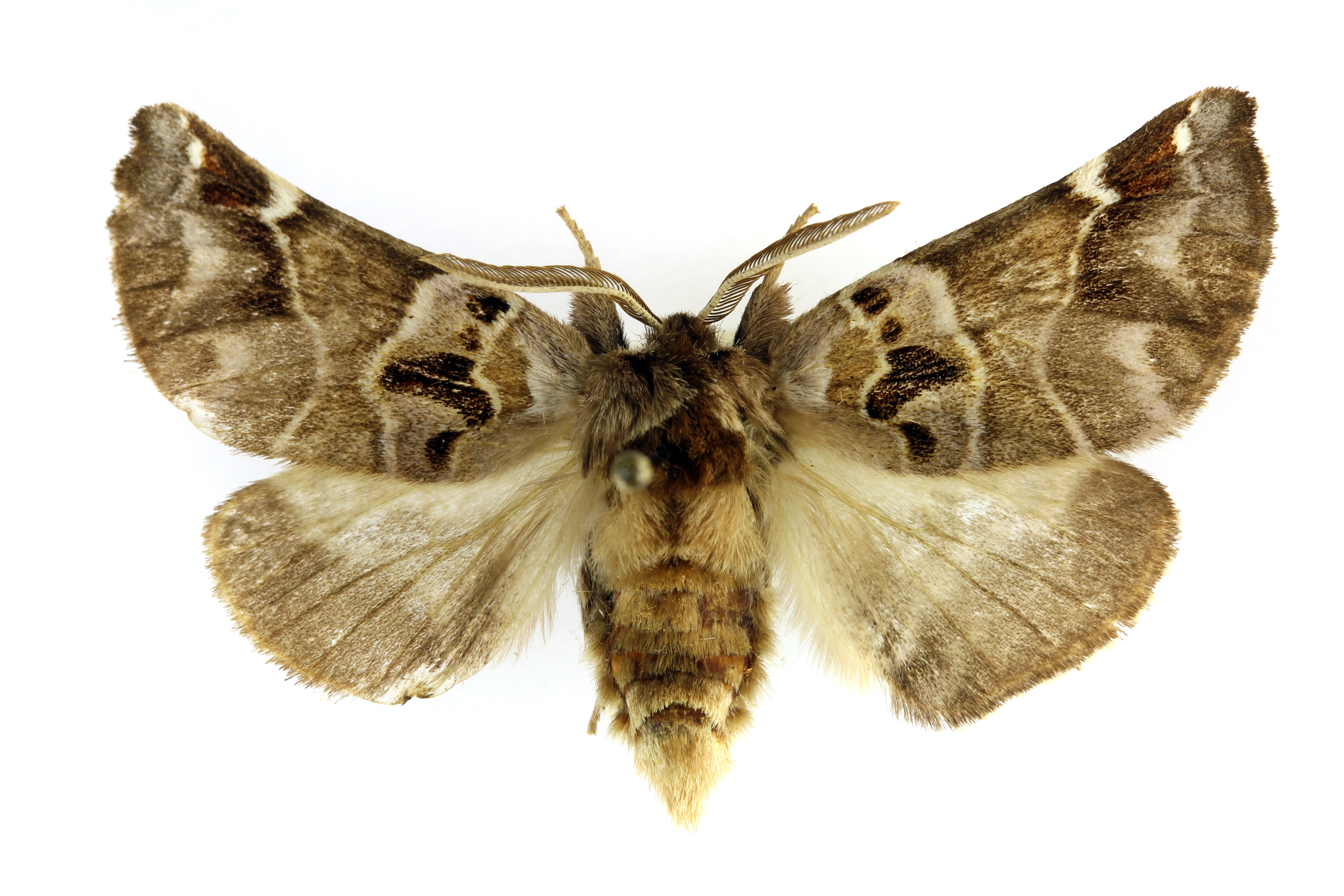